# 陈宝顺
陈宝顺（1936年—2023年1月23日），中华人民共和国外交官。1985年任首位驻米兰总领事。后历任外交部行政司司长、中国人民外交学会副会长兼秘书长。
2003年12月，欧美同学会第五届理事会第一次会议在北京召开，他担任副会长。
2023年1月23日，陈宝顺去世。

## 荣誉

### 外国勋章奖章
- 意大利仁惠之星指挥官勋章（義大利語：Ordine al merito della Repubblica Italiana）（意大利，2005年5月30日公布[5]）